# Sotresgudo
Sotresgudo község Spanyolországban, Burgos tartományban. Sotresgudo Alar del Rey, Rebolledo de la Torre, Humada, Villadiego, Villamayor de Treviño, Melgar de Fernamental, Rezmondo, Castrillo de Riopisuerga, Zarzosa de Río Pisuerga és Herrera de Pisuerga községekkel határos. Lakosainak száma 420 fő (2024).

## Népesség
A település népessége az utóbbi években az alábbiak szerint változott:
| Lakosok száma | 711  | 645  | 606  | 543  | 521  | 500  | 460  | 440  | 445  | 420  |
|               | 2001 | 2004 | 2006 | 2009 | 2011 | 2014 | 2016 | 2019 | 2021 | 2024 |